# تورانسرا
تورانسرا، روستایی است از توابع بخش سنگر شهرستان رشت در استان گیلان ایران.

## جمعیت
این روستا در دهستان سنگر قرار دارد و بر اساس سرشماری مرکز آمار ایران در سال ۱۳۸۵، جمعیت آن ۵۲۶ نفر (۱۴۳خانوار) بوده‌است.